# Tressé
Tressé est une ancienne commune française située dans le département d'Ille-et-Vilaine en région Bretagne, peuplée de 402 habitants.

## Géographie

### Communes limitrophes
|  | Miniac-Morvan                           |             |
|  | Tressé                                  | Le Tronchet |
|  | Saint-Pierre-de-Plesguen (Mesnil-Roc'h) |             |

## Toponymie
Le nom de la localité est attesté sous la forme Parochia de Tresse au XIVe siècle[réf. nécessaire].
Elle est nommée Trese en breton.
Le gentilé est Tresséen.

## Histoire
La paroisse de Tressé faisait partie du doyenné de Dol relevant de l'évêché de Dol et était sous le vocable de saint Étienne.
Le 1er janvier 2019, elle fusionne avec Lanhélin et Saint-Pierre-de-Plesguen pour constituer la commune nouvelle de Mesnil-Roc'h dont la création est actée par un arrêté préfectoral du 11 décembre 2018.

## Politique et administration

### Liste des maires

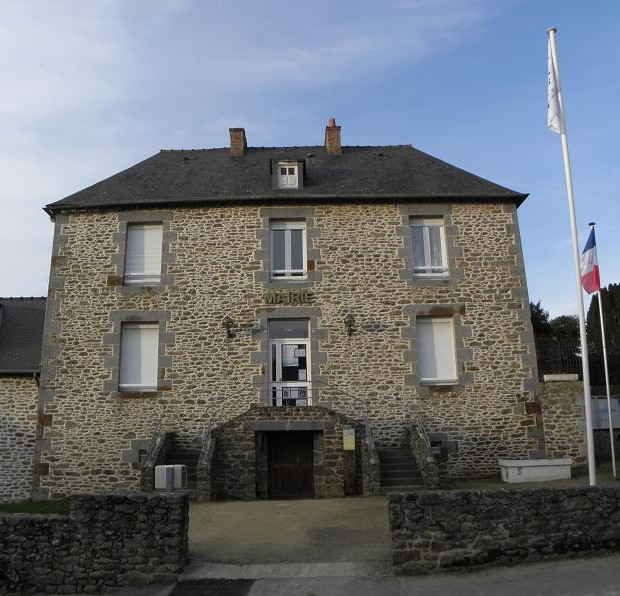
La mairie.

| Période                                  | Période           | Identité                  | Étiquette | Qualité                      |
| ---------------------------------------- | ----------------- | ------------------------- | --------- | ---------------------------- |
| ca. 1925                                 | ?                 | Marie-Ange Loisel         |           | Réélu en 1929 et 1935        |
| Les données manquantes sont à compléter. |                   |                           |           |                              |
|                                          |                   | Pierre Huet               |           |                              |
| 1971                                     | août 1986 (décès) | Eugène Brebel (1931-1986) |           |                              |
| 1986                                     | mars 2001         | Marie-Thérèse Juhel       |           | Retraitée, maire honoraire   |
| mars 2001                                | mars 2008         | Francis Chartier          |           | Technicien de voirie         |
| mars 2008                                | décembre 2018     | Didier Robin              | DVG       | Secrétaire général de mairie |
| Les données manquantes sont à compléter. |                   |                           |           |                              |

### Liste des maires délégués
| Période         | Période     | Identité           | Étiquette | Qualité                                                       |
| --------------- | ----------- | ------------------ | --------- | ------------------------------------------------------------- |
| 10 janvier 2019 | 27 mai 2020 | Jean-Pierre Muller | SE        | Maître d'oeuvre                                               |
| 27 mai 2020     | en cours    | Nancy Bourianne    |           | Adjointe administrative, 2e adjointe au maire de Mesnil-Roc'h |

## Démographie
L'évolution du nombre d'habitants est connue à travers les recensements de la population effectués dans la commune depuis 1793. Pour les communes de moins de 10 000 habitants, une enquête de recensement portant sur toute la population est réalisée tous les cinq ans, les populations de référence des années intermédiaires étant quant à elles estimées par interpolation ou extrapolation. Pour la commune, le premier recensement exhaustif entrant dans le cadre du nouveau dispositif a été réalisé en 2006.
En 2016, la commune comptait 402 habitants, en évolution de +18,24 % par rapport à 2010 (Ille-et-Vilaine : +5,46 %, France hors Mayotte : +2,11 %).
| 1793 | 1800 | 1806 | 1821 | 1831 | 1836 | 1841 | 1846 | 1851 |
| ---- | ---- | ---- | ---- | ---- | ---- | ---- | ---- | ---- |
| 370  | 362  | 443  | 445  | 414  | 408  | 401  | 423  | 444  |

| 1856 | 1861 | 1866 | 1872 | 1876 | 1881 | 1886 | 1891 | 1896 |
| ---- | ---- | ---- | ---- | ---- | ---- | ---- | ---- | ---- |
| 434  | 440  | 432  | 422  | 433  | 436  | 410  | 424  | 428  |

| 1901 | 1906 | 1911 | 1921 | 1926 | 1931 | 1936 | 1946 | 1954 |
| ---- | ---- | ---- | ---- | ---- | ---- | ---- | ---- | ---- |
| 430  | 447  | 417  | 351  | 315  | 319  | 315  | 291  | 269  |

| 1962 | 1968 | 1975 | 1982 | 1990 | 1999 | 2006 | 2011 | 2016 |
| ---- | ---- | ---- | ---- | ---- | ---- | ---- | ---- | ---- |
| 279  | 225  | 184  | 221  | 241  | 250  | 314  | 341  | 402  |

## Lieux et monuments

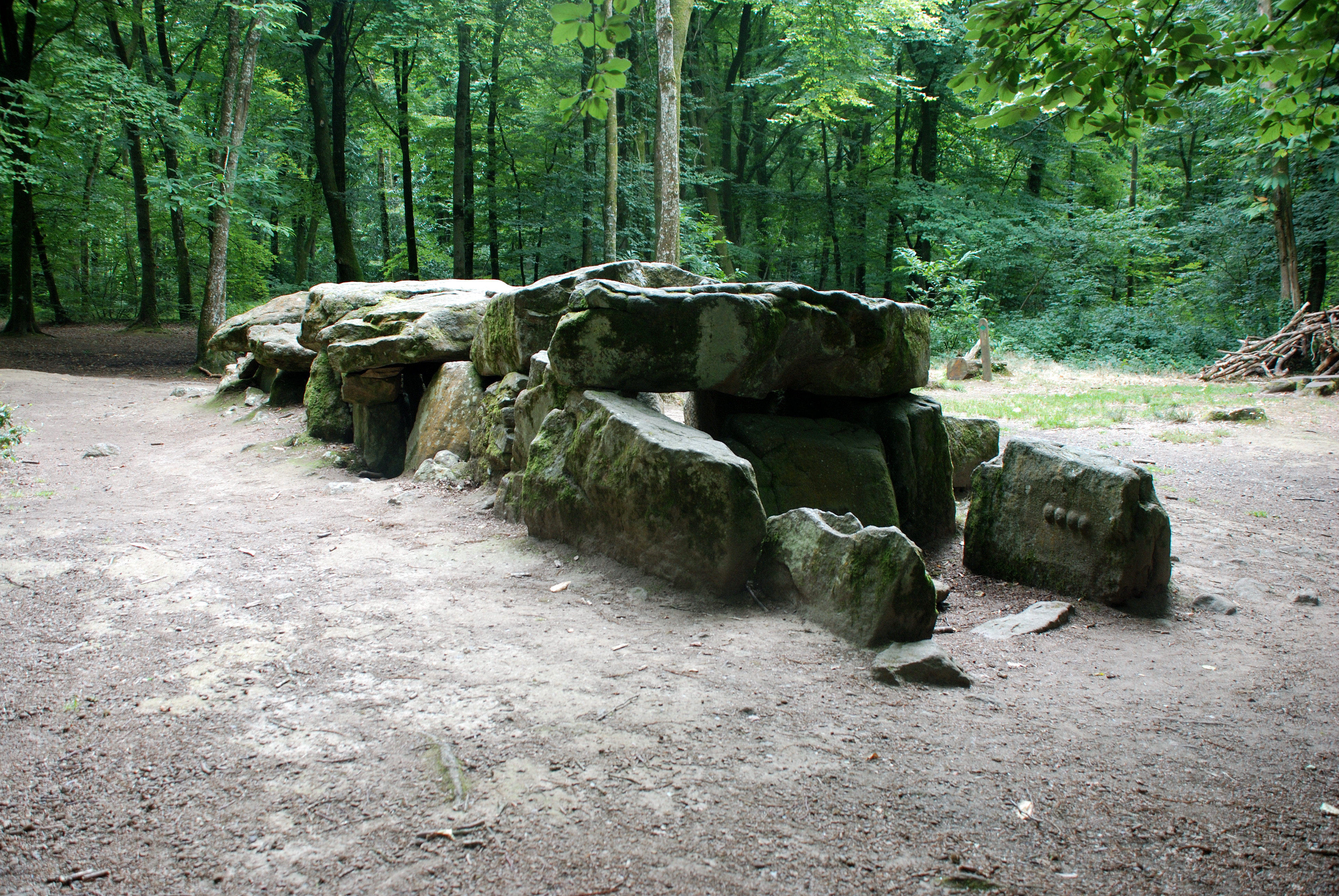
La Maison des Fées.

- La Maison des Fées, allée couverte située en forêt du Mesnil et classée en tant que monument historique[11],[12].
- Église Saint-Étienne, œuvre romano-byzantine de l'architecte Arthur Regnault.

## Personnalités liées à la commune
- Robert Mond, archéologue anglais qui fouilla et restaura la Maison des Fées.